# 다카사키 경제대학
다카사키 경제대학(일본어: 高崎経済大学,Takasaki City University of Economics)은 일본의 공립 대학이다. 대학 본부는 군마현 다카사키시에 있다.

## 역사
- 1952년 전신인 다카사키 시립 단기대학(高崎市立短期大學) 설립.
- 1957년 다카사키 경제대학 개교. 경제학부 경제학과 설치.
- 1964년 경제학부 경영학과 설치.
- 1994년 부속고등학교 개교.
- 1996년 지역정책학부 지역정책학과 설치.
- 2000년 대학원 지역정책연구과(석사 과정) 설치.
- 2002년 대학원 지역정책연구과(박사 후기 과정) 설치.
- 2002년 대학원 경제・경영연구과(석사 과정) 설치.
- 2003년 지역정책학부 지역활성화학과 설치.
- 2004년 대학원 경제・경영연구과(박사 후기 과정) 설치.
- 2006년 지역정책학부 관광정책학과 설치.
- 2011년 공립대학법인 다카사키 경제대학 설립.
- 2017년 경제학부 국제학과 설치.

## 캠퍼스
- 군마현 다카사키시 가미 나미에마치(上並榎町) 1300.

## 조직

### 학부
- 경제학부
  - 경제학과
  - 경영학과
  - 국제학과
- 지역정책학부
  - 지역정책학과
  - 지역활성화학과(일본어: 地域づくり学科, Department of Regional Activation)
  - 관광정책학과

### 대학원
- 경제・경영연구과
  - 현대사회 경제 시스템 전공 (석사 과정)
  - 현대경영 비즈니스 전공 (석사 과정)
  - 현대경제경영 연구 전공 (박사 후기 과정)
- 지역정책연구과
  - 지역정책 전공 (석사・박사 후기 과정)

### 부속기관
- 지의 거점화 추진실(일본어: 知の拠点化推進室)
- 도서관
- 정보기반센터
- 국제교류센터
- 경력지원센터
- 기초교육센터
- 지역과학연구소